# Esther Cervera
Esther Cervera Barriga (Ceuta, España, 26 de abril de 1973) es una periodista y profesora universitaria española, especializada en periodismo deportivo.

## Trayectoria
Esta licenciada en Ciencias de la Información, en Periodismo, por la Facultad de Ciencias de la Información (Universidad Complutense de Madrid) y Doctorada en Ciencias de la Información, en Periodismo, por la misma Universidad.  
Inició su carrera profesional en Radio Las Águilas - Cadena SER, como locutora, redactora y editora de informativos y programas, entre julio y septiembre de 1993. Luego trabajó en Onda Imefe, como locutora, redactora y editora de informativos y deportes, entre septiembre de 1995 y junio de 1996.  
Luego es editora-presentadora de Hora 14 Deportes Fin de semana y productora de Carrusel deportivo, entre junio de 1996 y diciembre de 1998. También es redactora de deportes en SER deportivos y El larguero. 
En diciembre de 1998 forma parte del equipo fundacional del canal de pago CNN+ como editora y presentadora de deportes. En 2005, Prisa TV (por aquel entonces Sogecable) crea el canal Cuatro, que retransmite en abierto, donde presenta y edita la sección de deportes durante dos temporadas, primero en la edición de mediodía hasta mayo de 2006 y después en el fin de semana hasta mayo de 2007.  
En junio de 2007 regresa a CNN+, pero en esta ocasión como copresentadora de La mañana en directo hasta que el canal cierra en diciembre de 2010. Posteriormente, entre enero y noviembre de 2012, es redactora, editora y presentadora sustituta de Hora 14 en la Cadena SER. 
Colabora con El HuffPost desde 2015. Ha trabajado en el canal Non Stop People entre 2015 y 2018 y ha colaborado en el magazine, Buenos días, buenas tardes de TVE Internacional, entre 2018 y 2019.  
En la actualidad presenta el espacio de YouTube Cortes y totales, además de ejercer de presentadora de eventos. 
Ha escrito tres libros, CNN+. Mucho más que noticias, El directo informativo en televisión y Las caras de la noticia. Ha sido profesora del Máster periodismo de Radio COPE para la COPE, profesora del Máster de comunicación deportiva para la Universidad Pontificia de Salamanca y profesora del Máster de periodismo El Mundo de la Escuela de Unidad Editorial. Es también profesora del Master de periodismo deportivo de Marca para Unidad Editorial. Además desde 2012 es profesora de periodismo en radio y televisión en la Universidad CEU San Pablo, en los últimos años compaginaba su trabajo con la investigación doctoral en dicha Universidad.

## Trayectoria en televisión y radio

### Televisión
| Año           | Programa                      | Cadena            | Papel                  |
| ------------- | ----------------------------- | ----------------- | ---------------------- |
| 1999-2005     | Boletines deportivos          | CNN+              | Presentadora           |
| 2005-2006     | Deportes Cuatro 1             | Cuatro            | Presentadora           |
| 2006-2007     | Deportes Cuatro Fin de semana | Cuatro            | Presentadora           |
| 2007-2010     | La mañana en directo          | CNN+              | Presentadora           |
| 2015-2018     | Non Stop People               | Non Stop People   | Coordinadora del canal |
| 2018-2019     | Buenos días, buenas tardes    | TVE Internacional | Colaboradora           |
| 2018-presente | Cortes y totales              | YouTube           | Presentadora           |

### Radio
| Año       | Programa                         | Cadena     | Papel                            |
| --------- | -------------------------------- | ---------- | -------------------------------- |
| 1995-1996 | Carrusel deportivo               | Cadena SER | Productora                       |
| 1995-1996 | Hora 14 Fin de semana (Deportes) | Cadena SER | Redactora                        |
| 1996-1998 | SER deportivos                   | Cadena SER | Redactora                        |
| 1996-1998 | El larguero                      | Cadena SER | Redactora                        |
| 2011-2012 | Hora 14                          | Cadena SER | Editora y presentadora sustituta |